# Quavo/Diskografie
Diese Diskografie ist eine Übersicht über die musikalischen Werke des US-amerikanischen Rappers Quavo. Den Schallplattenauszeichnungen zufolge hat er bisher mehr als 149,3 Millionen Tonträger verkauft, davon allein in den Vereinigten Staaten über 117,5 Millionen. Seine erfolgreichste Veröffentlichung ist die Single Congratulations mit über 18,7 Millionen verkauften Einheiten.

## Alben

### Studioalben
| Jahr | Titel Musiklabel                                                    | Höchstplatzierung, Gesamtwochen, AuszeichnungChartplatzierungen (Jahr, Titel, Musiklabel, Platzierungen, Wochen, Auszeichnungen, Anmerkungen) | Höchstplatzierung, Gesamtwochen, AuszeichnungChartplatzierungen (Jahr, Titel, Musiklabel, Platzierungen, Wochen, Auszeichnungen, Anmerkungen) | Höchstplatzierung, Gesamtwochen, AuszeichnungChartplatzierungen (Jahr, Titel, Musiklabel, Platzierungen, Wochen, Auszeichnungen, Anmerkungen) | Höchstplatzierung, Gesamtwochen, AuszeichnungChartplatzierungen (Jahr, Titel, Musiklabel, Platzierungen, Wochen, Auszeichnungen, Anmerkungen) | Höchstplatzierung, Gesamtwochen, AuszeichnungChartplatzierungen (Jahr, Titel, Musiklabel, Platzierungen, Wochen, Auszeichnungen, Anmerkungen) | Anmerkungen                                                |
| Jahr | Titel Musiklabel                                                    | DE | AT | CH | UK | US | Anmerkungen                                                |
| ---- | ------------------------------------------------------------------- | --- | --- | --- | --- | --- | ---------------------------------------------------------- |
| 2018 | Quavo Huncho Capitol Records • Motown • Quality Control Music (UMG) | DE46 (1 Wo.)DE | AT26 (1 Wo.)AT | CH9 (2 Wo.)CH | UK16 (2 Wo.)UK | US2 Gold · (10 Wo.)US | Erstveröffentlichung: 11. Oktober 2018 Verkäufe: + 500.000 |
| 2023 | Rocket Power Motown • Quality Control Music (UMG)                   | DE64 (1 Wo.)DE | AT54 (1 Wo.)AT | CH7 (1 Wo.)CH | — | US18 (3 Wo.)US | Erstveröffentlichung: 18. August 2023                      |

### Kollaboalben
| Jahr | Titel Musiklabel                                                                | Höchstplatzierung, Gesamtwochen, AuszeichnungChartplatzierungen (Jahr, Titel, Musiklabel, Platzierungen, Wochen, Auszeichnungen, Anmerkungen) | Höchstplatzierung, Gesamtwochen, AuszeichnungChartplatzierungen (Jahr, Titel, Musiklabel, Platzierungen, Wochen, Auszeichnungen, Anmerkungen) | Höchstplatzierung, Gesamtwochen, AuszeichnungChartplatzierungen (Jahr, Titel, Musiklabel, Platzierungen, Wochen, Auszeichnungen, Anmerkungen) | Höchstplatzierung, Gesamtwochen, AuszeichnungChartplatzierungen (Jahr, Titel, Musiklabel, Platzierungen, Wochen, Auszeichnungen, Anmerkungen) | Höchstplatzierung, Gesamtwochen, AuszeichnungChartplatzierungen (Jahr, Titel, Musiklabel, Platzierungen, Wochen, Auszeichnungen, Anmerkungen) | Anmerkungen                                                                                  |
| Jahr | Titel Musiklabel                                                                | DE | AT | CH | UK | US | Anmerkungen                                                                                  |
| ---- | ------------------------------------------------------------------------------- | --- | --- | --- | --- | --- | -------------------------------------------------------------------------------------------- |
| 2017 | Huncho Jack, Jack Huncho Capitol Records • Motown • Quality Control Music (UMG) | DE33 (4 Wo.)DE | — | CH41 (5 Wo.)CH | UK34 Silber · (5 Wo.)UK | US3 (23 Wo.)US | Erstveröffentlichung: 21. Dezember 2017 Verkäufe: + 70.000; mit Travis Scott als Huncho Jack |
| 2022 | Only Built for Infinity Links Motown • Quality Control Music (UMG)              | — | — | CH35 (2 Wo.)CH | — | US7 (24 Wo.)US | Erstveröffentlichung: 7. Oktober 2022 mit Takeoff                                            |

## Singles

### Als Leadmusiker
| Jahr | Titel Album                                            | Höchstplatzierung, Gesamtwochen, AuszeichnungChartplatzierungen (Jahr, Titel, Album, Platzierungen, Wochen, Auszeichnungen, Anmerkungen) | Höchstplatzierung, Gesamtwochen, AuszeichnungChartplatzierungen (Jahr, Titel, Album, Platzierungen, Wochen, Auszeichnungen, Anmerkungen) | Höchstplatzierung, Gesamtwochen, AuszeichnungChartplatzierungen (Jahr, Titel, Album, Platzierungen, Wochen, Auszeichnungen, Anmerkungen) | Höchstplatzierung, Gesamtwochen, AuszeichnungChartplatzierungen (Jahr, Titel, Album, Platzierungen, Wochen, Auszeichnungen, Anmerkungen) | Höchstplatzierung, Gesamtwochen, AuszeichnungChartplatzierungen (Jahr, Titel, Album, Platzierungen, Wochen, Auszeichnungen, Anmerkungen) | Anmerkungen |
| Jahr | Titel Album                                            | DE | AT | CH | UK | US | Anmerkungen |
| --- | ------------------------------------------------------ | --- | --- | --- | --- | --- | --- |
| 2016 | Champions –                                            | — | — | — | UK— SilberUK | US71 Platin · (3 Wo.)US | Erstveröffentlichung: 10. Juni 2016 Verkäufe: + 1.245.000; mit 2 Chainz, Desiigner, Gucci Mane, Travis Scott, Big Sean, Kanye West & Yo Gotti |
| 2016 | Cuffed Up –                                            | — | — | — | — | — | Erstveröffentlichung: 30. Juli 2016 |
| 2017 | Go Off Fast & Furious 8 (O.S.T.)                       | — | — | — | — | US— PlatinUS | Erstveröffentlichung: 2. März 2017 Verkäufe: + 1.000.000; mit Lil Uzi Vert & Travis Scott                                                     |
| 2017 | Paper Over Here –                                      | — | — | — | — | — | Erstveröffentlichung: 10. Mai 2017 |
| 2017 | Too Hotty Control the Streets, Vol. 1 (Sampler)        | — | — | — | — | US91 (4 Wo.)US | Erstveröffentlichung: 26. Mai 2017 mit Offset & Takeoff                                                                                       |
| 2017 | Ice Tray Control the Streets, Vol. 1 (Sampler)         | — | — | — | — | US74 (6 Wo.)US | Erstveröffentlichung: 8. Dezember 2017 Verkäufe: + 40.000; mit Lil Yachty                                                                     |
| 2017 | Finessin –                                             | — | — | — | — | — | Erstveröffentlichung: 26. Dezember 2017 mit Seff Tha Gaffla                                                                                   |
| 2018 | Bubblegum Quavo Huncho                                 | — | — | — | — | — | Erstveröffentlichung: 10. August 2018 |
| 2018 | Lamb Talk Quavo Huncho                                 | — | — | — | — | — | Erstveröffentlichung: 10. August 2018 |
| 2018 | Workin Me Quavo Huncho                                 | — | — | — | — | US52 Platin · (15 Wo.)US | Erstveröffentlichung: 10. August 2018 Verkäufe: + 1.000.000                                                                                   |
| 2018 | Pass Out Quavo Huncho                                  | — | — | CH71 (1 Wo.)CH | UK94 (1 Wo.)UK | US61 (1 Wo.)US | Erstveröffentlichung: 12. Oktober 2018 feat. 21 Savage                                                                                        |
| 2019 | Too Much Shaft Shaft (O.S.T.)                          | — | — | — | — | — | Erstveröffentlichung: 17. Mai 2019 mit Saweetie                                                                                               |
| 2021 | Bad Enough (Official Remix) –                          | — | — | — | — | — | Erstveröffentlichung: 5. Februar 2021 mit Alexis Ayaana                                                                                       |
| 2021 | Strub Tha Ground –                                     | — | — | — | — | — | Erstveröffentlichung: 22. Oktober 2021 feat. Yung Miami                                                                                       |
| 2022 | Shooters Inside My Crib –                              | — | — | — | — | — | Erstveröffentlichung: 28. Januar 2022 |
| 2022 | Hotel Lobby (Unc & Phew) Only Built for Infinity Links | — | — | CH69 (3 Wo.)CH | UK— SilberUK | US55 Platin · (22 Wo.)US | Erstveröffentlichung: 20. Mai 2022 Verkäufe: + 1.380.000; mit Takeoff                                                                         |
| 2022 | Us vs. Them Only Built for Infinity Links              | — | — | — | — | — | Erstveröffentlichung: 29. Juli 2022 mit Takeoff feat. Gucci Mane                                                                              |
| 2022 | Big Stunna Only Built for Infinity Links               | — | — | — | — | — | Erstveröffentlichung: 26. August 2022 mit Takeoff feat. Birdman                                                                               |
| 2022 | Nothing Changed Only Built for Infinity Links          | — | — | — | — | — | Erstveröffentlichung: 30. September 2022 mit Takeoff                                                                                          |
| 2022 | See ’bout it Only Built for Infinity Links             | — | — | — | — | — | Erstveröffentlichung: 6. Oktober 2022 mit Takeoff feat. Mustard                                                                               |
| 2023 | Without You –                                          | — | — | — | — | — | Erstveröffentlichung: 4. Januar 2023 |
| 2023 | Greatness Rocket Power                                 | — | — | — | — | — | Erstveröffentlichung: 24. Februar 2023 |
| 2023 | Honey Bun –                                            | — | — | — | — | — | Erstveröffentlichung: 31. März 2023 |
| 2023 | Turn Yo Clic Up Rocket Power                           | — | — | — | — | US86 (2 Wo.)US | Erstveröffentlichung: 14. Juli 2023 feat. Future                                                                                              |
| 2024 | Himothy –                                              | — | — | — | — | — | Erstveröffentlichung: 23. Februar 2024 |
| 2024 | Real One –                                             | — | — | — | — | — | Erstveröffentlichung: 8. März 2024 mit Rich the Kid                                                                                           |
| 2024 | Potato Loaded –                                        | — | — | — | — | — | Erstveröffentlichung: 5. April 2024 feat. Destroy Lonely                                                                                      |
| 2024 | Tender –                                               | — | — | — | — | — | Erstveröffentlichung: 11. April 2024 |
| 2024 | Over Hoes & Bitches –                                  | — | — | — | — | — | Erstveröffentlichung: 22. April 2024 |
| 2024 | Manigueta –                                            | — | — | — | — | — | Erstveröffentlichung: 3. Mai 2024 mit El Alfa                                                                                                 |
| 2024 | Clear the Smoke –                                      | — | — | — | — | — | Erstveröffentlichung: 24. Mai 2024 |
| 2024 | Mink –                                                 | — | — | — | — | — | Erstveröffentlichung: 14. Juni 2024 |
| 2024 | Tough –                                                | DE38 (3 Wo.)DE | AT32 (2 Wo.)AT | CH18 (5 Wo.)CH | UK32 (6 Wo.)UK | US33 (5 Wo.)US | Erstveröffentlichung: 3. Juli 2024 Verkäufe: + 50.000; mit Lana Del Rey                                                                       |
| 2024 | Fly –                                                  | DE— aDE | — | — | — | — | Erstveröffentlichung: 9. August 2024 mit Lenny Kravitz                                                                                        |
| 2024 | Georgia Ways –                                         | — | — | — | — | — | Erstveröffentlichung: 6. Dezember 2024 mit Luke Bryan & Teddy Swims                                                                           |
| Folgende Lieder erschienen nicht als Single, wurden aber durch das Album zum Download und Streaming bereitgestellt und konnten somit eine Platzierung erlangen: |                                                        | | | | | | |
| |                                                        | | | | | | |
| 2017 | Modern Slavery Huncho Jack, Jack Huncho                | — | — | CH83 (1 Wo.)CH | — | US68 (1 Wo.)US | Charteinstieg: 31. Dezember 2017 als Huncho Jack                                                                                              |
| 2017 | Dubai Shit Huncho Jack, Jack Huncho                    | — | — | CH84 (1 Wo.)CH | — | US83 (1 Wo.)US | Charteinstieg: 31. Dezember 2017 als Huncho Jack feat. Offset                                                                                 |
| 2017 | Black & Chinese Huncho Jack, Jack Huncho               | — | — | CH92 (1 Wo.)CH | — | US71 (1 Wo.)US | Charteinstieg: 31. Dezember 2017 als Huncho Jack                                                                                              |
| 2018 | Eye 2 Eye Huncho Jack, Jack Huncho                     | — | — | — | — | US65 (1 Wo.)US | Charteinstieg: 6. Januar 2018 als Huncho Jack, feat. Takeoff                                                                                  |
| 2018 | Huncho Jack Huncho Jack, Jack Huncho                   | — | — | — | — | US87 (1 Wo.)US | Charteinstieg: 6. Januar 2018 als Huncho Jack                                                                                                 |
| 2018 | Motorcycle Patches Huncho Jack, Jack Huncho            | — | — | — | — | US90 (1 Wo.)US | Charteinstieg: 6. Januar 2018 als Huncho Jack                                                                                                 |
| 2018 | Saint Huncho Jack, Jack Huncho                         | — | — | — | — | US92 (1 Wo.)US | Charteinstieg: 6. Januar 2018 als Huncho Jack                                                                                                 |
| 2018 | Flip the Switch Quavo Huncho                           | — | — | CH80 (1 Wo.)CH | UK55 (1 Wo.)UK | US48 Gold · (1 Wo.)US | Charteinstieg: 21. Oktober 2018 Verkäufe: + 500.000; feat. Drake                                                                              |
| 2018 | Biggest Alley Oop Quavo Huncho                         | — | — | — | — | US86 (1 Wo.)US | Charteinstieg: 27. Oktober 2018 |
| 2018 | Rerun Quavo Huncho                                     | — | — | — | — | US88 (1 Wo.)US | Charteinstieg: 27. Oktober 2018 feat. Travis Scott                                                                                            |
| 2018 | Huncho Dreams Quavo Huncho                             | — | — | — | — | US93 (1 Wo.)US | Charteinstieg: 27. Oktober 2018 |
| 2018 | Lose It Quavo Huncho                                   | — | — | — | — | US100 (1 Wo.)US | Charteinstieg: 27. Oktober 2018 feat. Lil Baby                                                                                                |
| 2022 | To the Bone Only Built for Infinity Links              | — | — | — | — | US83 (1 Wo.)US | Charteinstieg: 22. Oktober 2022 mit Takeoff feat. YoungBoy Never Broke Again                                                                  |

### Als Gastmusiker
| Jahr | Titel Album                                                 | Höchstplatzierung, Gesamtwochen, AuszeichnungChartplatzierungen (Jahr, Titel, Album, Platzierungen, Wochen, Auszeichnungen, Anmerkungen) | Höchstplatzierung, Gesamtwochen, AuszeichnungChartplatzierungen (Jahr, Titel, Album, Platzierungen, Wochen, Auszeichnungen, Anmerkungen) | Höchstplatzierung, Gesamtwochen, AuszeichnungChartplatzierungen (Jahr, Titel, Album, Platzierungen, Wochen, Auszeichnungen, Anmerkungen) | Höchstplatzierung, Gesamtwochen, AuszeichnungChartplatzierungen (Jahr, Titel, Album, Platzierungen, Wochen, Auszeichnungen, Anmerkungen) | Höchstplatzierung, Gesamtwochen, AuszeichnungChartplatzierungen (Jahr, Titel, Album, Platzierungen, Wochen, Auszeichnungen, Anmerkungen) | Anmerkungen |
| Jahr | Titel Album                                                 | DE | AT | CH | UK | US | Anmerkungen |
| --- | ----------------------------------------------------------- | --- | --- | --- | --- | --- | --- |
| 2015 | Trap Queen –                                                | — | — | — | — | — | Erstveröffentlichung: 5. Mai 2015 Fetty Wap feat. Quavo                                                                               |
| 2016 | F Cancer (Boosie) I’m Up                                    | — | — | — | — | — | Erstveröffentlichung: 29. Januar 2016 Young Thug feat. Quavo                                                                          |
| 2016 | No Hook After Da Boat                                       | — | — | — | — | — | Erstveröffentlichung: 17. März 2016 Lil Yachty feat. Quavo                                                                            |
| 2016 | Pick Up the Phone Birds in the Trap Sing McKnight • Jeffery | — | — | — | UK— PlatinUK | US43 ×5Fünffachplatin · (20 Wo.)US | Erstveröffentlichung: 3. Juni 2016 Verkäufe: + 6.245.000 Travis Scott & Young Thug feat. Quavo                                        |
| 2016 | Good Drank Hibachi for Lunch • Pretty Girls Like Trap Music | — | — | — | — | US70 ×2Doppelplatin · (16 Wo.)US | Erstveröffentlichung: 19. Oktober 2016 Verkäufe: + 2.000.000 2 Chainz feat. Gucci Mane & Quavo                                        |
| 2016 | Fuck ’em All Balloween                                      | — | — | — | — | — | Erstveröffentlichung: 21. Oktober 2016 DJ Afterthought & Riff Raff feat. Quavo                                                        |
| 2016 | Girlfriend (Remix) –                                        | — | — | — | — | — | Erstveröffentlichung: 21. Oktober 2016 Kap G feat. Quavo                                                                              |
| 2016 | Floor Seats –                                               | — | — | — | — | — | Erstveröffentlichung: 2. November 2016 Gucci Mane feat. Quavo                                                                         |
| 2016 | Congratulations Stoney                                      | DE88 Gold · (4 Wo.)DE | AT68 (3 Wo.)AT | CH77 (9 Wo.)CH | UK26 ×2Doppelplatin · (29 Wo.)UK | US8 ×4Diamant + Vierfachplatin · (50 Wo.)US                                                                                              | Erstveröffentlichung: 3. November 2016 Verkäufe: + 18.720.000; Post Malone feat. Quavo                                                |
| 2016 | Playa No More GTTM: Goin Thru the Motions                   | — | — | — | — | — | Erstveröffentlichung: 2. Dezember 2016 PnB Rock feat. A Boogie wit da Hoodie & Quavo                                                  |
| 2016 | Castro CM9: White Friday                                    | — | — | — | — | — | Erstveröffentlichung: 15. Dezember 2016 Yo Gotti feat. 2 Chainz, Big Sean, Quavo & Kanye West                                         |
| 2016 | Niice Packs                                                 | — | — | — | — | — | Erstveröffentlichung: 15. Dezember 2016 Berner feat. Quavo & Paul Wall                                                                |
| 2017 | The Let Out –                                               | — | — | — | — | — | Erstveröffentlichung: 3. Februar 2017 Jidenna feat. Quavo                                                                             |
| 2017 | No New Friends –                                            | — | — | — | — | — | Erstveröffentlichung: 6. Februar 2017 Kap G feat. Quavo                                                                               |
| 2017 | Want Her Cold Summer                                        | — | — | — | — | US— PlatinUS | Erstveröffentlichung: 6. März 2017 Verkäufe: + 1.000.000; DJ Mustard feat. Quavo & YG                                                 |
| 2017 | Trap Paris Bloom                                            | — | — | — | — | — | Erstveröffentlichung: 14. April 2017 Machine Gun Kelly feat. Quavo & Ty Dolla Sign                                                    |
| 2017 | Wind Up –                                                   | — | — | — | — | — | Erstveröffentlichung: 21. April 2017 Keke Palmer feat. Quavo                                                                          |
| 2017 | I’m the One Grateful                                        | DE4 Platin · (20 Wo.)DE | AT2 Platin · (20 Wo.)AT | CH6 ×2Doppelplatin · (22 Wo.)CH | UK1 ×2Doppelplatin · (23 Wo.)UK | US1 ×9Neunfachplatin · (22 Wo.)US | Erstveröffentlichung: 28. April 2017 Verkäufe: + 13.243.333; DJ Khaled feat. Justin Bieber, Chance the Rapper, Quavo & Lil Wayne      |
| 2017 | Strip That Down LP1                                         | DE10 Platin · (27 Wo.)DE | AT15 (24 Wo.)AT | CH30 (22 Wo.)CH | UK3 ×2Doppelplatin · (25 Wo.)UK | US10 ×3Dreifachplatin · (28 Wo.)US | Erstveröffentlichung: 18. Mai 2017 Verkäufe: + 6.106.666; Liam Payne feat. Quavo                                                      |
| 2017 | RAF Cozy Tapes, Vol. 2 – Too Cozy                           | — | — | — | — | US— PlatinUS | Erstveröffentlichung: 22. Mai 2017 Verkäufe: + 1.035.000; ASAP Mob feat. ASAP Rocky, Frank Ocean, Playboi Carti, Quavo & Lil Uzi Vert |
| 2017 | Homie Bitch –                                               | — | — | — | — | — | Erstveröffentlichung: 26. Mai 2017 Lil Durk feat. Quavo                                                                               |
| 2017 | Know No Better Know No Better (EP)                          | DE40 (17 Wo.)DE | AT45 (12 Wo.)AT | CH30 (15 Wo.)CH | UK15 Platin · (16 Wo.)UK | US87 Gold · (3 Wo.)US | Erstveröffentlichung: 1. Juni 2017 Verkäufe: + 1.608.333 Major Lazer feat. Camila Cabello, Quavo & Travis Scott                       |
| 2017 | WTF You Doin’ –                                             | — | — | — | — | — | Erstveröffentlichung: 5. Juni 2017 Young Thug feat. Duke, Quavo & Rich the Kid                                                        |
| 2017 | Believe Rap Crate                                           | — | — | — | — | — | Erstveröffentlichung: 20. Juli 2017 A-Trak feat. Quavo & Lil Yachty                                                                   |
| 2017 | OMG –                                                       | — | — | — | UK67 (1 Wo.)UK | US81 (1 Wo.)US | Erstveröffentlichung: 3. August 2017 Verkäufe: + 200.000; Camila Cabello feat. Quavo                                                  |
| 2017 | Show Me –                                                   | — | — | — | — | — | Erstveröffentlichung: 11. August 2017 Swift feat. Quavo                                                                               |
| 2017 | Ahora me llama (Remix) Unstoppable                          | — | — | — | — | — | Erstveröffentlichung: 6. Oktober 2017 Karol G feat. Bad Bunny & Quavo                                                                 |
| 2017 | Forever                                                     | — | — | — | — | — | Erstveröffentlichung: 20. Oktober 2017 Sigma feat. Sebastian Kole & Quavo                                                             |
| 2017 | Wake Up & Cook Up Trap Holizay                              | — | — | — | — | — | Erstveröffentlichung: 8. Dezember 2017 Zaytoven feat. 2 Chainz & Quavo                                                                |
| 2018 | Aries (YuGo), Pt. 2 –                                       | — | — | — | — | — | Erstveröffentlichung: 12. Januar 2018 Verkäufe: + 30.000; Mike Will Made It, Big Sean & Rae Sremmurd feat. Quavo & Pharrell Williams  |
| 2018 | Catch a Body –                                              | — | — | — | — | — | Erstveröffentlichung: 19. Januar 2018 Livvia feat. Quavo                                                                              |
| 2018 | Savior –                                                    | — | — | — | — | — | Erstveröffentlichung: 2. Februar 2018 Iggy Azalea feat. Quavo                                                                         |
| 2018 | Pineapple Beach House 3 (Deluxe Edition)                    | — | — | — | — | US— GoldUS | Erstveröffentlichung: 30. März 2018 Verkäufe: + 500.000 Ty Dolla Sign feat. Gucci Mane & Quavo                                        |
| 2018 | Réseaux (Remix) –                                           | DE— bDE | — | CH— bCH | — | — | Erstveröffentlichung: 27. April 2018 Niska feat. Stefflon Don & Quavo                                                                 |
| 2018 | Ghost Busters –                                             | — | — | — | — | — | Erstveröffentlichung: 21. Juni 2018 Trippie Redd & XXXTentacion feat. Quavo                                                           |
| 2018 | Bigger Than You –                                           | — | — | — | — | US53 Platin · (2 Wo.)US | Erstveröffentlichung: 15. Juni 2018 Verkäufe: + 1.035.000; 2 Chainz feat. Drake & Quavo                                               |
| 2018 | Boo’d Up (Remix) –                                          | — | — | — | UK— cUK | US— cUS | Erstveröffentlichung: 4. Juli 2018 Ella Mai feat. Nicki Minaj & Quavo                                                                 |
| 2018 | VVS                                                         | DE16 (6 Wo.)DE | AT14 (3 Wo.)AT | CH25 (4 Wo.)CH | — | — | Erstveröffentlichung: 20. Juli 2018 Ufo361 feat. Quavo                                                                                |
| 2018 | No Brainer Father of Asahd                                  | DE15 (11 Wo.)DE | AT7 Gold · (9 Wo.)AT | CH12 (9 Wo.)CH | UK3 Platin · (13 Wo.)UK | US5 ×3Dreifachplatin · (15 Wo.)US | Erstveröffentlichung: 27. Juli 2018 Verkäufe: + 4.530.000; DJ Khaled feat. Justin Bieber, Chance the Rapper & Quavo                   |
| 2018 | 2 Seater –                                                  | — | — | — | — | — | Erstveröffentlichung: 3. August 2018 DJ Holiday feat. 21 Savage & Quavo                                                               |
| 2018 | BiPolar Evil Genius                                         | — | — | — | — | — | Erstveröffentlichung: 30. November 2018 Gucci Mane feat. Quavo                                                                        |
| 2019 | Bacc at It Again Baccend Beezy                              | — | — | — | — | US78 Gold · (6 Wo.)US | Erstveröffentlichung: 15. März 2019 Verkäufe: + 500.000 Yella Beezy feat. Gucci Mane & Quavo                                          |
| 2019 | 100 Bands Perfect Ten                                       | — | — | — | — | US— GoldUS | Erstveröffentlichung: 10. Mai 2019 Verkäufe: + 500.000 DJ Mustard feat. 21 Savage, Meek Mill, Quavo & YG                              |
| 2019 | Future Madame X                                             | — | — | — | — | — | Erstveröffentlichung: 17. Mai 2019 Madonna feat. Quavo                                                                                |
| 2019 | Broke Leg Love Me Now                                       | — | — | — | — | — | Erstveröffentlichung: 31. Mai 2019 Tory Lanez feat. Quavo & Tyga                                                                      |
| 2019 | Windows –                                                   | — | — | — | — | — | Erstveröffentlichung: 31. Mai 2019 Kamaiyah feat. Quavo & Tyga                                                                        |
| 2019 | Chase the Money Practice Makes Paper                        | — | — | — | — | — | Erstveröffentlichung: 18. Juni 2019 E-40 feat. ASAP Ferg, Quavo, Roddy Ricch & Schoolboy Q                                            |
| 2019 | A Million –                                                 | — | — | — | — | — | Erstveröffentlichung: 19. Juli 2019 Veronica Vega feat. Quavo                                                                         |
| 2019 | Pose to Do –                                                | — | — | — | — | — | Erstveröffentlichung: 19. Juli 2019 Lil Pump feat. French Montana & Quavo                                                             |
| 2019 | Double Trouble Control the Streets, Vol. 2 (Sampler)        | — | — | — | — | — | Erstveröffentlichung: 14. August 2019 mit Meek Mill                                                                                   |
| 2019 | That’s Tuff Boss Man                                        | — | — | — | — | — | Erstveröffentlichung: 6. Dezember 2019 Rich the Kid feat. Quavo                                                                       |
| 2020 | Intentions Changes                                          | DE23 Gold · (13 Wo.)DE | AT11 (14 Wo.)AT | CH13 (17 Wo.)CH | UK9 Platin · (24 Wo.)UK | US5 ×4Vierfachplatin · (31 Wo.)US | Erstveröffentlichung: 7. Februar 2020 Verkäufe: + 6.705.000; Justin Bieber feat. Quavo                                                |
| 2020 | Shake the Room Meet the Woo 2                               | — | — | — | UK76 Silber · (2 Wo.)UK | US93 Gold · (1 Wo.)US | Erstveröffentlichung: 7. Februar 2020 Verkäufe: + 700.000; Pop Smoke feat. Quavo                                                      |
| 2020 | Open House Back 2 the Lab                                   | — | — | — | — | — | Erstveröffentlichung: 19. Februar 2020 Street Bud feat. Quavo                                                                         |
| 2020 | Big Drip (Remix) 800 BC                                     | — | — | — | — | — | Erstveröffentlichung: 13. März 2020 Fivio Foreign feat. Lil Baby & Quavo                                                              |
| 2020 | Lottery (Renegade) –                                        | — | — | — | — | — | Erstveröffentlichung: 17. April 2020 K-Camp feat. Quavo                                                                               |
| 2020 | Too Blessed –                                               | — | — | — | — | — | Erstveröffentlichung: 4. September 2020 Rich the Kid feat. Quavo & Takeoff                                                            |
| 2020 | Pussy Talk (Remix) auch bekannt als: Kitty Talk (Remix) –   | — | — | — | — | — | Erstveröffentlichung: 13. November 2020 City Girls feat. Jack Harlow, Quavo & Lil Wayne                                               |
| 2020 | Had Enough JackBoys                                         | — | — | CH44 (1 Wo.)CH | UK60 (1 Wo.)UK | US52 Gold · (2 Wo.)US | Erstveröffentlichung: 27. Dezember 2020 Verkäufe: + 540.000 Don Toliver feat. Offset & Quavo                                          |
| 2021 | Alright –                                                   | — | — | — | — | — | Erstveröffentlichung: 23. Juli 2021 HVME feat. 24kGoldn & Quavo Original: Bausa – Was du Liebe nennst                                 |
| 2021 | Shmoney –                                                   | — | — | — | — | — | Erstveröffentlichung: 17. Dezember 2021 Bobby Shmurda feat. Quavo & Rowdy Rebel                                                       |
| 2022 | Magic City B.I.B.L.E.                                       | — | — | — | — | — | Erstveröffentlichung: 18. März 2022 Fivio Foreign feat. Quavo                                                                         |
| 2022 | Don’t Rate Me The Last Slimeto                              | — | — | — | — | — | Erstveröffentlichung: 6. Mai 2022 YoungBoy Never Broke Again feat. Quavo                                                              |
| 2022 | Ring Ring –                                                 | — | — | — | — | — | Erstveröffentlichung: 31. Mai 2022 Don Toliver feat. Quavo                                                                            |
| 2022 | Drop Top Montega                                            | — | — | — | — | — | Erstveröffentlichung: 23. Juni 2022 French Montana & Harry Fraud feat. Quavo                                                          |
| 2022 | No más –                                                    | — | — | — | — | — | Erstveröffentlichung: 8. Juli 2022 Murda Beatz feat. Anitta, J Balvin, Pharrell & Quavo                                               |
| 2022 | Just Say That (Remix) –                                     | — | — | — | — | — | Erstveröffentlichung: 5. August 2022 Duke Deuce feat. GloRilla & Quavo                                                                |
| 2022 | Party God Did                                               | — | — | — | — | US66 (1 Wo.)US | Erstveröffentlichung: 24. August 2022 DJ Khaled feat. Quavo & Takeoff                                                                 |
| 2022 | Toxic –                                                     | — | — | — | — | — | Erstveröffentlichung: 23. September 2022 Carson Lueders feat. Quavo                                                                   |
| 2023 | Yessir Mean                                                 | — | — | — | — | — | Erstveröffentlichung: 28. April 2023 R-Mean & Scott Storch feat. Quavo                                                                |
| 2023 | Ring Ring –                                                 | — | — | — | — | — | Erstveröffentlichung: 11. Mai 2023 Chase B feat. Quavo, Travis Scott, Don Toliver & Ty Dolla Sign                                     |
| 2023 | Baby –                                                      | — | — | — | — | — | Erstveröffentlichung: 13. Juli 2023 Anuel AA feat. Quavo                                                                              |
| 2023 | Champagne Shit (Remix) –                                    | — | — | — | — | — | Erstveröffentlichung: 6. Oktober 2023 Janelle Monáe feat. Latto & Quavo                                                               |
| 2023 | Butterfly Coupe (Part 2) Not Hard 2 Understand              | — | — | — | — | — | Erstveröffentlichung: 20. Oktober 2023 Kalan.FrFr feat. Quavo                                                                         |
| 2023 | Swim –                                                      | — | — | — | — | — | Erstveröffentlichung: 20. Oktober 2023 Swxm feat. Quavo                                                                               |
| 2023 | Didn’t Come to Play –                                       | — | — | — | — | — | Erstveröffentlichung: 1. Dezember 2023 Lil Darius feat. Quavo                                                                         |
| 2024 | RNS –                                                       | — | — | — | — | — | Erstveröffentlichung: 26. Januar 2024 ATL Jacob feat. Quavo                                                                           |
| 2024 | What We Doing!? / Qu’est-ce qu’on fait!? Bushi Tape 3       | — | — | — | — | — | Erstveröffentlichung: 22. Februar 2024 Bu$hi feat. Quavo                                                                              |
| 2024 | One in the Head Sick of Myself                              | — | — | — | — | — | Erstveröffentlichung: 6. Mai 2024 21 Lil Harold feat. Quavo                                                                           |
| Folgende Lieder erschienen nicht als Single, wurden aber durch das Album zum Download und Streaming bereitgestellt und konnten somit eine Platzierung erlangen: |                                                             | | | | | | |
| |                                                             | | | | | | |
| 2016 | The Difference Dreamchasers 4                               | — | — | — | — | US84 (1 Wo.)US | Charteinstieg: 19. November 2016 Meek Mill feat. Quavo                                                                                |
| 2017 | Rap Saved Me Without Warning                                | — | — | — | — | US64 Platin · (3 Wo.)US | Charteinstieg: 25. November 2017 Verkäufe: + 1.000.000 21 Savage, Metro Boomin & Offset feat. Quavo                                   |
| 2018 | Cupido Rockstar                                             | — | — | CH48 (2 Wo.)CH | — | — | Charteinstieg: 28. Januar 2018 Verkäufe: + 200.000; Sfera Ebbasta feat. Quavo                                                         |
| 2020 | Pick Up Blame It on Baby                                    | — | — | — | — | US44 Gold · (1 Wo.)US | Charteinstieg: 2. Mai 2020 Verkäufe: + 500.000; DaBaby feat. Quavo                                                                    |
| 2020 | Aim for the Moon Shoot for the Stars, Aim for the Moon      | — | — | — | — | US34 (2 Wo.)US | Charteinstieg: 18. Juli 2020 Pop Smoke feat. Quavo                                                                                    |
| 2020 | Snitching Shoot for the Stars, Aim for the Moon             | — | — | — | — | US54 (1 Wo.)US | Charteinstieg: 18. Juli 2020 Pop Smoke feat. Future & Quavo                                                                           |
| 2020 | West Coast Shit Shoot for the Stars, Aim for the Moon       | — | — | — | — | US65 (1 Wo.)US | Charteinstieg: 18. Juli 2020 Pop Smoke feat. Quavo & Tyga                                                                             |

## Musikvideos
| Jahr | Titel                    | Regie                                                                         |
| ---- | ------------------------ | ----------------------------------------------------------------------------- |
| 2016 | Black Man                |                                                                               |
| 2016 | The Difference           | Will Ngo                                                                      |
| 2017 | Congratulations          | James Defina                                                                  |
| 2017 | I’m the One              | Eif Rivera                                                                    |
| 2017 | Strip That Down          | Emil Nava                                                                     |
| 2017 | Trap Paris               | Ben Griffin                                                                   |
| 2017 | Wind Up                  | Dale Resteghini                                                               |
| 2017 | Know No Better           | Philip Andelman                                                               |
| 2017 | OMG                      |                                                                               |
| 2017 | Ice Tray                 | Millicent Hailes                                                              |
| 2018 | Savior                   | Colin Tilley                                                                  |
| 2018 | Aries (YuGo), Pt. 2      | Ben Newman                                                                    |
| 2018 | Réseaux                  | Ashten Winger                                                                 |
| 2018 | No Brainer               | Asahd Khaled, Colin Tilley                                                    |
| 2018 | Lamb Talk                | Keemotion, Keyate Marshall                                                    |
| 2018 | Workin Me                | Joseph DeRosiers Jr., Edgar Esteves, Keyate Marshall                          |
| 2018 | Bigger Than You          | Nathan R. Smith                                                               |
| 2018 | Bubble Gum               | Daps, Keyate Marshall                                                         |
| 2018 | How Bout That?           | Keyate Marshall                                                               |
| 2019 | Emotional                | Jiana                                                                         |
| 2019 | Bacc at It Again         | Benny Boom                                                                    |
| 2019 | Broke Leg                | Christian Breslauer                                                           |
| 2019 | Chase the Money          | Ben Griffin                                                                   |
| 2019 | Virgil                   |                                                                               |
| 2020 | Intentions               | Michael D. Ratner                                                             |
| 2020 | Shake the Room           | Off-White                                                                     |
| 2020 | Too Blessed              | Nicholas Belotti                                                              |
| 2020 | Aim for the Moon         | Oliver Cannon                                                                 |
| 2021 | Champagne                | Keemotion                                                                     |
| 2021 | Strub Tha Ground         | Gabriel Hart                                                                  |
| 2021 | Shmoney                  | Damien Sandoval                                                               |
| 2022 | Shooters Inside My Crib  | DrewFilmedit                                                                  |
| 2022 | Hotel Lobby (Unc & Phew) | Keemotion, Keyate Marshall (Original) Munachi Osegbu (Colors Studios Version) |
| 2022 | First Impression         | Omar the Director                                                             |
| 2022 | Us vs. Them              | Keemotion                                                                     |
| 2022 | Big Stunna               | Keemotion                                                                     |
| 2022 | Party (2 Versionen)      | Ivan Berrios, DJ Khaled                                                       |
| 2022 | Nothing Changed          | Keemotion                                                                     |
| 2022 | Messy                    | Daps, Keyate Marshall                                                         |
| 2023 | Without You              |                                                                               |
| 2023 | Greatness                | Chris Dvon                                                                    |
| 2023 | Honey Bun                | Keemotion                                                                     |
| 2023 | Turn Your Clic Up        | Keemotion                                                                     |
| 2023 | 11.11                    | Keemotion                                                                     |
| 2023 | Wall to Wall             | Joseph Desrosiers, Zach Stith                                                 |
| 2024 | Tough                    | Lana Del Rey, Keyate Marshall, Wyatt Winfrey                                  |
| 2024 | Fly                      | Jake Nava                                                                     |

## Autorenbeteiligungen
| Jahr | Titel Interpretation                                          | Höchstplatzierung, Gesamtwochen, AuszeichnungChartplatzierungen (Jahr, Titel, Interpretation, Platzierungen, Wochen, Auszeichnungen, Anmerkungen) | Höchstplatzierung, Gesamtwochen, AuszeichnungChartplatzierungen (Jahr, Titel, Interpretation, Platzierungen, Wochen, Auszeichnungen, Anmerkungen) | Höchstplatzierung, Gesamtwochen, AuszeichnungChartplatzierungen (Jahr, Titel, Interpretation, Platzierungen, Wochen, Auszeichnungen, Anmerkungen) | Höchstplatzierung, Gesamtwochen, AuszeichnungChartplatzierungen (Jahr, Titel, Interpretation, Platzierungen, Wochen, Auszeichnungen, Anmerkungen) | Höchstplatzierung, Gesamtwochen, AuszeichnungChartplatzierungen (Jahr, Titel, Interpretation, Platzierungen, Wochen, Auszeichnungen, Anmerkungen) | Anmerkungen                                                   |
| Jahr | Titel Interpretation                                          | DE | AT | CH | UK | US | Anmerkungen                                                   |
| --- | ------------------------------------------------------------- | --- | --- | --- | --- | --- | ------------------------------------------------------------- |
| 2013 | Versace Migos                                                 | — | — | — | — | US99 Gold · (1 Wo.)US | Erstveröffentlichung: 13. Juni 2013 Verkäufe: + 500.000       |
| 2014 | Fight Night Migos                                             | — | — | — | — | US69 Gold · (16 Wo.)US | Erstveröffentlichung: 8. April 2014 Verkäufe: + 500.000       |
| 2014 | Handsome and Wealthy Migos                                    | — | — | — | — | US79 Gold · (8 Wo.)US | Erstveröffentlichung: 23. September 2014 Verkäufe: + 500.000  |
| 2015 | Look at My Dab Migos                                          | — | — | — | — | US87 (1 Wo.)US | Erstveröffentlichung: 30. Oktober 2015                        |
| 2016 | Key to the Streets YFN Lucci feat. Migos & Trouble            | — | — | — | — | US70 (10 Wo.)US | Erstveröffentlichung: 23. Februar 2016                        |
| 2016 | Bad and Boujee Migos feat. Lil Uzi Vert                       | DE65 Gold · (9 Wo.)DE | — | CH31 (15 Wo.)CH | UK30 Platin · (15 Wo.)UK | US1 ×4Vierfachplatin · (36 Wo.)US | Erstveröffentlichung: 28. Oktober 2016 Verkäufe: + 5.338.333  |
| 2017 | Sacrifices Big Sean feat. Migos                               | — | — | — | — | US70 Gold · (1 Wo.)US | Erstveröffentlichung: 3. Februar 2017 Verkäufe: + 500.000     |
| 2017 | T-Shirt Migos                                                 | — | — | CH53 (5 Wo.)CH | UK82 Silber · (1 Wo.)UK | US19 ×2Doppelplatin · (25 Wo.)US | Erstveröffentlichung: 14. Februar 2017 Verkäufe: + 2.296.666  |
| 2017 | Slide Calvin Harris feat. Migos & Frank Ocean                 | DE25 Gold · (17 Wo.)DE | AT34 Gold · (17 Wo.)AT | CH25 Platin · (25 Wo.)CH | UK10 ×2Doppelplatin · (25 Wo.)UK | US25 ×5Fünffachplatin · (20 Wo.)US | Erstveröffentlichung: 23. Februar 2017 Verkäufe: + 8.448.333  |
| 2017 | Peek a Boo Lil Yachty feat. Migos                             | — | — | — | — | US78 Platin · (4 Wo.)US | Erstveröffentlichung: 14. April 2017 Verkäufe: + 1.000.000    |
| 2017 | Bon Appétit Katy Perry feat. Migos                            | DE47 Gold · (10 Wo.)DE | AT64 (8 Wo.)AT | CH36 (11 Wo.)CH | UK37 Gold · (9 Wo.)UK | US59 Platin · (6 Wo.)US | Erstveröffentlichung: 28. April 2017 Verkäufe: + 2.116.666    |
| 2017 | Body Sean Paul feat. Migos                                    | — | — | — | UK76 (1 Wo.)UK | — | Erstveröffentlichung: 28. April 2017                          |
| 2017 | Slippery Migos feat. Gucci Mane                               | — | — | — | UK— SilberUK | US29 Gold · (21 Wo.)US | Erstveröffentlichung: 16. Mai 2017 Verkäufe: + 805.000        |
| 2017 | I Get the Bag Gucci Mane feat. Migos                          | — | — | CH100 (1 Wo.)CH | UK— SilberUK | US11 ×8Achtfachplatin · (27 Wo.)US | Erstveröffentlichung: 5. September 2017 Verkäufe: + 8.230.000 |
| 2017 | MotorSport Migos feat. Cardi B & Nicki Minaj                  | — | — | CH54 (3 Wo.)CH | UK49 Gold · (17 Wo.)UK | US6 ×6Sechsfachplatin · (22 Wo.)US | Erstveröffentlichung: 27. Oktober 2017 Verkäufe: + 6.950.000  |
| 2017 | Danger Marshmello & Migos                                     | — | — | — | — | US82 Platin · (1 Wo.)US | Erstveröffentlichung: 8. Dezember 2017 Verkäufe: + 1.000.000  |
| 2017 | Stir Fry Migos                                                | — | — | CH79 (6 Wo.)CH | UK51 Gold · (9 Wo.)UK | US8 ×5Fünffachplatin · (21 Wo.)US | Erstveröffentlichung: 20. Dezember 2017 Verkäufe: + 5.680.000 |
| 2018 | Supastars Migos                                               | — | — | — | — | US53 Gold · (1 Wo.)US | Erstveröffentlichung: 22. Januar 2018 Verkäufe: + 500.000     |
| 2018 | Walk It Talk It Migos feat. Drake                             | DE94 (1 Wo.)DE | — | CH41 (9 Wo.)CH | UK31 Gold · (13 Wo.)UK | US10 ×6Sechsfachplatin · (22 Wo.)US | Erstveröffentlichung: 18. März 2018 Verkäufe: + 7.070.000     |
| 2018 | Drip Cardi B feat. Migos                                      | — | — | CH95 (1 Wo.)CH | UK41 (4 Wo.)UK | US21 Platin · (10 Wo.)US | Erstveröffentlichung: 4. April 2018 Verkäufe: + 1.040.000     |
| 2018 | Live It Up Nicky Jam feat. Era Istrefi & Will Smith           | DE21 (10 Wo.)DE | AT17 (9 Wo.)AT | CH32 Gold · (10 Wo.)CH | — | — | Erstveröffentlichung: 25. Mai 2018 Verkäufe: + 90.000         |
| 2018 | Apeshit The Carters                                           | — | — | CH69 (5 Wo.)CH | UK33 Silber · (9 Wo.)UK | US13 Platin · (15 Wo.)US | Erstveröffentlichung: 16. Juni 2018 Verkäufe: + 1.390.000     |
| 2018 | Narcos Migos                                                  | — | — | CH52 (2 Wo.)CH | UK— SilberUK | US36 ×3Dreifachplatin · (15 Wo.)US | Erstveröffentlichung: 22. Juni 2018 Verkäufe: + 3.285.000     |
| 2019 | Pure Water Mustard feat. Migos                                | — | — | — | UK62 Gold · (11 Wo.)UK | US23 ×5Fünffachplatin · (25 Wo.)US | Erstveröffentlichung: 16. Januar 2019 Verkäufe: + 5.565.000   |
| 2020 | Give No Fxk Migos, Travis Scott & Young Thug                  | — | — | CH45 (1 Wo.)CH | UK96 (1 Wo.)UK | US48 (1 Wo.)US | Erstveröffentlichung: 14. Februar 2020                        |
| 2020 | Need It Migos feat. Youngboy Never Broke Again                | — | — | — | — | US62 (15 Wo.)US | Erstveröffentlichung: 22. Mai 2020 Verkäufe: + 20.000         |
| 2021 | Straightenin Migos                                            | DE— cDE | — | CH71 (2 Wo.)CH | UK72 (2 Wo.)UK | US23 Platin · (14 Wo.)US | Erstveröffentlichung: 14. Mai 2021 Verkäufe: + 1.020.000      |
| Folgende Lieder erschienen nicht als Single, wurden aber durch das Album zum Download und Streaming bereitgestellt und konnten somit eine Platzierung erlangen: |                                                               | | | | | |                                                               |
| |                                                               | | | | | |                                                               |
| 2017 | Kelly Price Migos feat. Travis Scott                          | — | — | — | — | US58 (2 Wo.)US | Charteinstieg: 18. Februar 2017                               |
| 2017 | Call Casting Migos                                            | — | — | — | — | US62 (1 Wo.)US | Charteinstieg: 18. Februar 2017                               |
| 2017 | Get Right Witcha Migos                                        | — | — | — | — | US72 Gold · (1 Wo.)US | Charteinstieg: 18. Februar 2017 Verkäufe: + 500.000           |
| 2017 | Culture Migos feat. DJ Khaled                                 | — | — | — | — | US93 (1 Wo.)US | Charteinstieg: 18. Februar 2017                               |
| 2018 | Notice Me Migos feat. Post Malone                             | — | — | CH55 (1 Wo.)CH | — | US52 Platin · (5 Wo.)US | Charteinstieg: 4. Februar 2018 Verkäufe: + 1.060.000          |
| 2018 | BBO (Bad Bitches Only) Migos feat. 21 Savage                  | — | — | — | — | US48 Platin · (2 Wo.)US | Charteinstieg: 10. Februar 2018 Verkäufe: + 1.000.000         |
| 2018 | White Sand Migos feat. Big Sean, Travis Scott & Ty Dolla Sign | — | — | — | — | US64 Gold · (1 Wo.)US | Charteinstieg: 10. Februar 2018 Verkäufe: + 500.000           |
| 2018 | Gang Gang Migos                                               | — | — | — | — | US73 Gold · (1 Wo.)US | Charteinstieg: 10. Februar 2018 Verkäufe: + 500.000           |
| 2018 | Higher We Go (Intro) Migos                                    | — | — | — | — | US83 (1 Wo.)US | Charteinstieg: 10. Februar 2018                               |
| 2018 | Auto Pilot (Huncho on the Beat) Migos                         | — | — | — | — | US85 (1 Wo.)US | Charteinstieg: 10. Februar 2018                               |
| 2018 | Emoji a Chain Migos                                           | — | — | — | — | US87 (1 Wo.)US | Charteinstieg: 10. Februar 2018                               |
| 2018 | CC Migos feat. Gucci Mane                                     | — | — | — | — | US96 (1 Wo.)US | Charteinstieg: 10. Februar 2018                               |
| 2018 | Who? What! Travis Scott                                       | — | — | — | — | US43 Platin · (1 Wo.)US | Charteinstieg: 18. August 2018 Verkäufe: + 1.100.000          |
| 2019 | Raw Shit DaBaby feat. Migos                                   | — | — | — | — | US51 Gold · (2 Wo.)US | Charteinstieg: 12. Oktober 2019 Verkäufe: + 500.000           |
| 2021 | Having Our Way Migos feat. Drake                              | DE— dDE | — | CH70 (1 Wo.)CH | UK49 (2 Wo.)UK | US15 Gold · (4 Wo.)US | Charteinstieg: 20. Juni 2021 Verkäufe: + 500.000              |
| 2021 | Avalanche Migos                                               | — | — | CH99 (1 Wo.)CH | UK90 (1 Wo.)UK | US27 (2 Wo.)US | Charteinstieg: 20. Juni 2021                                  |
| 2021 | Modern Day Migos                                              | — | — | — | — | US61 (1 Wo.)US | Charteinstieg: 26. Juni 2021                                  |
| 2021 | Malibu Migos feat. Polo G                                     | — | — | — | — | US65 (1 Wo.)US | Charteinstieg: 26. Juni 2021                                  |
| 2021 | Type Shit Migos feat. Cardi B                                 | — | — | — | — | US71 (1 Wo.)US | Charteinstieg: 26. Juni 2021                                  |

## Promoveröffentlichungen
Promo-Singles

| Jahr | Titel Album                                | Höchstplatzierung, Gesamtwochen, AuszeichnungChartplatzierungen (Jahr, Titel, Album, Platzierungen, Wochen, Auszeichnungen, Anmerkungen) | Höchstplatzierung, Gesamtwochen, AuszeichnungChartplatzierungen (Jahr, Titel, Album, Platzierungen, Wochen, Auszeichnungen, Anmerkungen) | Höchstplatzierung, Gesamtwochen, AuszeichnungChartplatzierungen (Jahr, Titel, Album, Platzierungen, Wochen, Auszeichnungen, Anmerkungen) | Höchstplatzierung, Gesamtwochen, AuszeichnungChartplatzierungen (Jahr, Titel, Album, Platzierungen, Wochen, Auszeichnungen, Anmerkungen) | Höchstplatzierung, Gesamtwochen, AuszeichnungChartplatzierungen (Jahr, Titel, Album, Platzierungen, Wochen, Auszeichnungen, Anmerkungen) | Anmerkungen                                                                          |
| Jahr | Titel Album                                | DE | AT | CH | UK | US | Anmerkungen                                                                          |
| ---- | ------------------------------------------ | --- | --- | --- | --- | --- | ------------------------------------------------------------------------------------ |
| 2014 | Serve On Brick Factory, Vol. 1             | — | — | — | — | — | Erstveröffentlichung: 26. Mai 2014 Gucci Mane feat. Quavo                            |
| 2016 | Whippin Before the Trap: Nights in Tarzana | — | — | — | — | — | Erstveröffentlichung: 29. April 2016 Chris Brown feat. Quavo                         |
| 2016 | Trapstar –                                 | — | — | — | — | — | Erstveröffentlichung: 26. November 2016                                              |
| 2017 | Portland More Life                         | DE77 (2 Wo.)DE | AT64 (2 Wo.)AT | CH31 (4 Wo.)CH | UK27 Platin · (8 Wo.)UK | US9 ×2Doppelplatin · (16 Wo.)US | Airplay-Single: 16. Mai 2017 Verkäufe: + 2.865.000; Drake feat. Quavo & Travis Scott |
| 2018 | 2 Souls on Fire Expectations               | — | — | — | — | — | Erstveröffentlichung: 13. April 2018 Bebe Rexha feat. Quavo                          |
| 2022 | Big Stunna Only Built for Infinity Links   | — | — | — | — | — | Erstveröffentlichung: 30. September 2022 mit Takeoff                                 |
| 2022 | See Bout It Only Built for Infinity Links  | — | — | — | — | — | Erstveröffentlichung: 6. Oktober 2022 mit Takeoff                                    |
| 2024 | Pa no pensar Éxodo                         | — | — | — | — | — | Erstveröffentlichung: 20. Juni 2024 Peso Pluma feat. Quavo                           |

## Sonderveröffentlichungen
| Jahr | Titel Album                                                 | Anmerkungen |
| ---- | ----------------------------------------------------------- | --- |
| 2014 | Yo B!tch Underrated                                         | Erstveröffentlichung: 14. Januar 2014 D-Dash & Frenchie feat. Quavo                                                        |
| 2014 | FRFR The Blue M&M                                           | Erstveröffentlichung: 21. Mai 2014 PeeWee Longway feat. Quavo                                                              |
| 2014 | Serve On Brick Factory, Vol. 1                              | Erstveröffentlichung: 26. Mai 2014 Gucci Mane feat. Quavo                                                                  |
| 2014 | Sub Zero 1017 Thug 2                                        | Erstveröffentlichung: 11. Juli 2014 Young Thug feat. Quavo & Wicced                                                        |
| 2014 | Soul Food ¿Que Fresco!                                      | Erstveröffentlichung: 23. Juli 2014 Mike Fresh & Que feat. Quavo                                                           |
| 2014 | Take My Life Brick Factory Volume II: Day Shift Night Shift | Erstveröffentlichung: 4. September 2014 Gucci Mane feat. Quavo                                                             |
| 2014 | Babies Crying Wait’n                                        | Erstveröffentlichung: 28. November 2014 Chaz Gotti feat. Quavo                                                             |
| 2015 | Skirt 1017 Mafia: Incarcerated                              | Erstveröffentlichung: 3. Januar 2015 Gucci Mane feat. Quavo                                                                |
| 2015 | Make Yo Move Views from Zone 6                              | Erstveröffentlichung: 18. Februar 2015 Gucci Mane feat. Quavo                                                              |
| 2015 | LIV I Swear                                                 | Erstveröffentlichung: 23. Februar 2015 Johnny Cinco feat. Quavo                                                            |
| 2015 | Dope on My Margiela Designer Drugz                          | Erstveröffentlichung: 4. März 2015 HoodRich Pablo Juan feat. PeeWee Longway & Quavo                                        |
| 2015 | No Way Lunch                                                | Erstveröffentlichung: 17. März 2015 Gucci Mane feat. Quavo                                                                 |
| 2015 | Came In Good Gracious                                       | Erstveröffentlichung: 2. Mai 2015 PeeWee Longway feat. Quavo                                                               |
| 2015 | Lobby Runners 2 Good Gracious                               | Erstveröffentlichung: 2. Mai 2015 PeeWee Longway feat. OG Maco & Quavo                                                     |
| 2015 | Saran Wrap King Gucci                                       | Erstveröffentlichung: 20. Mai 2015 Gucci Mane feat. Quavo                                                                  |
| 2015 | Familiar Surf                                               | Erstveröffentlichung: 29. Mai 2015 Donnie Trumpet & The Social Experiment feat. King Louie & Quavo                         |
| 2015 | Yea I Tried to Tell em                                      | Erstveröffentlichung: 24. Juli 2015 Young Greatness feat. Quavo                                                            |
| 2015 | Oh My Dis Side Rodeo                                        | Erstveröffentlichung: 4. September 2015 · Verkäufe: + 1.000.000; Travis Scott feat. Quavo; US: Platin                      |
| 2015 | Lit 10 Moons 2                                              | Erstveröffentlichung: 7. September 2015 Maco Mattox feat. Quavo & Cam Sheely                                               |
| 2015 | Quarterback Slime Season                                    | Erstveröffentlichung: 16. September 2015 Young Thug feat. Offset, PeeWee Longway & Quavo                                   |
| 2015 | Look at Me Now Still Havin’                                 | Erstveröffentlichung: 5. November 2015 Skippa da Flippa feat. Quavo                                                        |
| 2015 | Posture Still Havin’                                        | Erstveröffentlichung: 5. November 2015 Skippa da Flippa feat. HoodRich Pablo Juan & Quavo                                  |
| 2015 | Thug City Texlanta                                          | Erstveröffentlichung: 26. November 2015 DJ Outta Space feat. 2 Chainz, K-Camp, Nephew Texas Boy & Quavo                    |
| 2015 | Up K.I.S.S. 3                                               | Erstveröffentlichung: 30. Dezember 2015 K-Camp feat. Quavo                                                                 |
| 2016 | F Cancer (Boosie) I’m Up                                    | Erstveröffentlichung: 5. Februar 2016 Young Thug feat. Quavo                                                               |
| 2016 | Groupie Love Wave Gods                                      | Erstveröffentlichung: 19. Februar 2016 French Montana feat. Quavo                                                          |
| 2016 | Minnesota (Remix) Lil Boat                                  | Erstveröffentlichung: 9. März 2016 Lil Yachty feat. Quavo, Skippa da Flippa & Young Thug                                   |
| 2016 | Long Time Free TC                                           | Erstveröffentlichung: 25. März 2016 Ty Dolla Sign feat. Quavo                                                              |
| 2016 | Mr. Perfect I’m Havin’ 2                                    | Erstveröffentlichung: 7. April 2016 Skippa da Flippa feat. Quavo                                                           |
| 2016 | Designer Drugz Designer Drugz 2                             | Erstveröffentlichung: 8. April 2016 HoodRich Pablo Juan feat. Quavo                                                        |
| 2016 | Up One Bankroll Mafia                                       | Erstveröffentlichung: 22. April 2016 Bankroll Mafia feat. Offset, Quavo & Shad da God                                      |
| 2016 | Whippin Before the Trap: Nights in Tarzana                  | Erstveröffentlichung: 29. April 2016 Chris Brown feat. Quavo                                                               |
| 2016 | Whatchu Doin’ Skoobzilla                                    | Erstveröffentlichung: 5. Mai 2016 Trouble feat. Quavo, Skippa da Flippa & Young Thug                                       |
| 2016 | Days n Night ELO (Everybody Lives On)                       | Erstveröffentlichung: 7. Juni 2016 MoneyBagg Yo feat. Quavo                                                                |
| 2016 | No Hook After Da Boat                                       | Erstveröffentlichung: 10. Juni 2016 Lil Yachty feat. Quavo                                                                 |
| 2016 | Sack Religion Trap Sinatra                                  | Erstveröffentlichung: 16. August 2016 Cassius Jay feat. Johnny Cinco & Quavo                                               |
| 2016 | Guwop Jeffery                                               | Erstveröffentlichung: 26. August 2016 · Young Thug feat. Offset, Quavo & Young Scooter · Verkäufe: + 1.040.000; US: Platin |
| 2016 | Pick Up the Phone Jeffery                                   | Erstveröffentlichung: 26. August 2016 Travis Scott & Young Thug feat. Quavo                                                |
| 2016 | Pick Up the Phone Birds in the Trap Sing McKnight           | Erstveröffentlichung: 2. September 2016 Travis Scott & Young Thug feat. Quavo                                              |
| 2016 | Come Thru Fuck Everybody                                    | Erstveröffentlichung: 8. September 2016 Blac Youngsta feat. Quavo                                                          |
| 2016 | Dope House Hustle Gang Over Errrrythang                     | Erstveröffentlichung: 19. September 2016 Hustle Gang feat. Polow da Don, Quavo, RaRa & T.I.                                |
| 2016 | Goin for Ten Dexter the Robot                               | Erstveröffentlichung: 19. September 2016 Famous Dex feat. Quavo & Rich the Kid                                             |
| 2016 | Black Man Us or Else                                        | Erstveröffentlichung: 22. September 2016 T.I. feat. Meek Mill, Quavo & RaRa                                                |
| 2016 | Want Her Cold Summer                                        | Erstveröffentlichung: 30. September 2016 DJ Mustard feat. Quavo & YG                                                       |
| 2016 | Fuck ’em All Balloween                                      | Erstveröffentlichung: 25. Oktober 2016 DJ Afterthought & Riff Raff feat. Quavo                                             |
| 2016 | Good Drank Hibachi for Lunch                                | Erstveröffentlichung: 27. Oktober 2016 2 Chainz feat. Gucci Mane & Quavo                                                   |
| 2016 | The Difference Dreamchasers 4                               | Erstveröffentlichung: 28. Oktober 2016 Meek Mill feat. Quavo                                                               |
| 2016 | Going Keep Flexin                                           | Erstveröffentlichung: 31. Oktober 2016 Rich the Kid feat. Desiigner & Quavo                                                |
| 2016 | Push It Coke N Butter                                       | Erstveröffentlichung: 11. November 2016 O.T. Genasis feat. Remy Ma & Quavo                                                 |
| 2016 | Dream Girl The Gospel of Ike Turn Up: My Side of the Story  | Erstveröffentlichung: 16. November 2016 Ike Turn Up feat. Fat Money, Jeremih & Quavo                                       |
| 2016 | I Just Keep God First                                       | Erstveröffentlichung: 10. Dezember 2016 Murda Beatz feat. Quavo                                                            |
| 2016 | She the Truth Keep God First                                | Erstveröffentlichung: 10. Dezember 2016 Murda Beatz feat. Jeremih & Quavo                                                  |
| 2016 | Congratulations Stoney                                      | Erstveröffentlichung: 16. Dezember 2016 Post Malone feat. Quavo                                                            |
| 2016 | Castro CM9: White Friday                                    | Erstveröffentlichung: 23. Dezember 2016 Yo Gotti feat. 2 Chainz, Big Sean, Quavo & Kanye West                              |
| 2016 | Niice Packs                                                 | Erstveröffentlichung: 23. Dezember 2016 Berner feat. Quavo & Paul Wall                                                     |
| 2017 | Playa No More GTTM: Goin Thru the Motions                   | Erstveröffentlichung: 13. Januar 2017 PnB Rock feat. A Boogie wit da Hoodie & Quavo                                        |
| 2017 | B.E.D (Pt. 2) Since You Playin’                             | Erstveröffentlichung: 25. Januar 2017 Nash B & Jacquees feat. Quavo & Ty Dolla Sign                                        |
| 2017 | Portland More Life                                          | Erstveröffentlichung: 18. März 2017 Drake feat. Quavo & Travis Scott                                                       |
| 2017 | Flexin’ Kitchen 24: Slangin Off Key                         | Erstveröffentlichung: 28. März 2017 Hoodybaby feat. Chris Brown, Gudda Gudda, Quavo & Lil Wayne                            |
| 2017 | Stacks Los Amsterdam                                        | Erstveröffentlichung: 31. März 2017 Yellow Claw feat. Cesqeaux, Quavo & Tinie Tempah                                       |
| 2017 | Glow Up Strength of a Woman                                 | Erstveröffentlichung: 28. April 2017 Mary J Blige feat. Missy Elliott, DJ Khaled & Quavo                                   |
| 2017 | Trap Paris Bloom                                            | Erstveröffentlichung: 12. Mai 2017 Machine Gun Kelly feat. Quavo & Ty Dolla Sign                                           |
| 2017 | Leanin Gas Face                                             | Erstveröffentlichung: 15. Mai 2017 Juicy J feat. Chris Brown & Quavo                                                       |
| 2017 | Blindfold Mr. L.A.                                          | Erstveröffentlichung: 26. Mai 2017 RJMrLA feat. Quavo                                                                      |
| 2017 | Know No Better Know No Better EP                            | Erstveröffentlichung: 2. Juni 2017 Major Lazer feat. Camila Cabello, Quavo & Travis Scott                                  |
| 2017 | Lie Hopeless Fountain Kingdom                               | Erstveröffentlichung: 2. Juni 2017 Halsey feat. Quavo                                                                      |
| 2017 | You Said Beautiful Thugger Girls                            | Erstveröffentlichung: 16. Juni 2017 Young Thug feat. Quavo                                                                 |
| 2017 | I’m the One Grateful                                        | Erstveröffentlichung: 23. Juni 2017 DJ Khaled feat. Justin Bieber, Chance the Rapper, Quavo & Lil Wayne                    |
| 2017 | Migo Montana Jungle Rules                                   | Erstveröffentlichung: 14. Juli 2017 French Montana feat. Quavo                                                             |
| 2017 | Ball Player Wins & Losses                                   | Erstveröffentlichung: 21. Juli 2017 Meek Mill feat. Quavo                                                                  |
| 2017 | Bel Air Bitch I’m the Shit 2                                | Erstveröffentlichung: 21. Juli 2017 Tyga feat. Quavo                                                                       |
| 2017 | Mega Bus The Blue M&M 3                                     | Erstveröffentlichung: 17. August 2017 PeeWee Longway feat. MPA Turk & Quavo                                                |
| 2017 | RAF Cozy Tapes, Vol. 2 – Too Cozy                           | Erstveröffentlichung: 25. August 2017 ASAP Mob feat. ASAP Rocky, Frank Ocean, Playboi Carti, Quavo & Lil Uzi Vert          |
| 2017 | Sway Natasha                                                | Erstveröffentlichung: 20. Oktober 2017 NexXthursday feat. Quavo & Lil Yachty                                               |
| 2017 | Ahora me llama (Remix) Unstoppable                          | Erstveröffentlichung: 27. Oktober 2017 Karol G feat. Bad Bunny & Quavo                                                     |
| 2017 | Pineapple Beach House 3                                     | Erstveröffentlichung: 27. Oktober 2017 Ty Dolla Sign feat. Gucci Mane & Quavo                                              |
| 2017 | Rap Saved Me Without Warning                                | Erstveröffentlichung: 31. Oktober 2017 21 Savage, Metro Boomin & Offset feat. Quavo                                        |
| 2017 | Bambi Too Boomerang                                         | Erstveröffentlichung: 10. November 2017 Jidenna feat. Quavo                                                                |
| 2017 | Pleading the Fifth Fed Baby’s                               | Erstveröffentlichung: 17. November 2017 MoneyBagg Yo & YoungBoy Never Broke Again feat. Quavo                              |
| 2017 | Whistle Lingo Mufasa                                        | Erstveröffentlichung: 25. Dezember 2017 YRN Lingo feat. Quavo                                                              |
| 2018 | Cupido Rockstar                                             | Erstveröffentlichung: 19. Januar 2018 Sfera Ebbasta feat. Quavo                                                            |
| 2018 | Bagg Move 2 Heartless                                       | Erstveröffentlichung: 14. Februar 2018 MoneyBagg Yo feat. Quavo                                                            |
| 2018 | Talk to Me Nice Lil Boat 2                                  | Erstveröffentlichung: 9. März 2018 Lil Yachty feat. Quavo                                                                  |
| 2018 | Rider Edgewood                                              | Erstveröffentlichung: 23. März 2018 Mike Will Made It & Trouble feat. Fetty Wap & Quavo                                    |
| 2018 | Lost It The World Is Yours                                  | Erstveröffentlichung: 13. April 2018 · Rich the Kid feat. Offset & Quavo; Verkäufe: + 500.000; US: Gold                    |
| 2018 | Bag on em Menace II Society                                 | Erstveröffentlichung: 20. April 2018 Domingo feat. Quavo                                                                   |
| 2018 | Magazine Menace II Society                                  | Erstveröffentlichung: 20. April 2018 Domingo feat. Quavo                                                                   |
| 2018 | Faith Reckless                                              | Erstveröffentlichung: 18. Mai 2018 Nav feat. Quavo                                                                         |
| 2018 | Wake Up & Cook Up Trap Holizay                              | Erstveröffentlichung: 25. Mai 2018 Zaytoven feat. 2 Chainz & Quavo                                                         |
| 2018 | 2 Souls on Fire Expectations                                | Erstveröffentlichung: 22. Juni 2018 Bebe Rexha feat. Quavo                                                                 |
| 2018 | Who? What! Astroworld                                       | Erstveröffentlichung: 3. August 2018 Travis Scott feat. Quavo & Takeoff                                                    |
| 2018 | Slay Stay Dangerous                                         | Erstveröffentlichung: 3. August 2018 YG feat. Quavo                                                                        |
| 2018 | VVS                                                         | Erstveröffentlichung: 17. August 2018 Ufo361 feat. Quavo                                                                   |
| 2018 | My Home The Real 1                                          | Erstveröffentlichung: 15. September 2018 Marlo feat. Quavo                                                                 |
| 2018 | Magical Poof Sail or Sink                                   | Erstveröffentlichung: 9. November 2018 Jban$2Turnt feat. Quavo & Lil Yachty                                                |
| 2018 | 1 Night Still My Moment                                     | Erstveröffentlichung: 9. November 2018 Tee Grizzley feat. Quavo                                                            |
| 2018 | Trapper Gon Be a Trapper State of the Art                   | Erstveröffentlichung: 30. November 2018 PeeWee Longway feat. Offset & Quavo                                                |
| 2018 | BiPolar Evil Genius                                         | Erstveröffentlichung: 7. Dezember 2018 Gucci Mane feat. Quavo                                                              |
| 2018 | Good Company                                                | Erstveröffentlichung: 14. Dezember 2018 Tone Stith feat. Swae Lee & Quavo                                                  |
| 2019 | On Fleek Father of 4                                        | Erstveröffentlichung: 22. Februar 2019 Offset feat. Quavo                                                                  |
| 2019 | Too Much Ice Harverd Dropout                                | Erstveröffentlichung: 22. Februar 2019 Lil Pump feat. Quavo                                                                |
| 2019 | Emotional Icy                                               | Erstveröffentlichung: 29. März 2019 Saweetie feat. Quavo                                                                   |
| 2019 | Tip Toes Icy                                                | Erstveröffentlichung: 29. März 2019 Saweetie feat. Quavo                                                                   |
| 2019 | Cease & Alamo Make America Trap Again                       | Erstveröffentlichung: 4. April 2019 Zaytoven feat. Quavo & Takeoff                                                         |
| 2019 | Fuck Up the City TrapStar Turnt PopStar                     | Erstveröffentlichung: 3. Mai 2019 PnB Rock feat. Mally Mall & Quavo                                                        |
| 2019 | No Brainer Father of Asahd                                  | Erstveröffentlichung: 17. Mai 2019 DJ Khaled feat. Justin Bieber, Chance the Rapper & Quavo                                |
| 2019 | Broke Leg Love Me Now                                       | Erstveröffentlichung: 31. Mai 2019 Tory Lanez feat. Quavo & Tyga                                                           |
| 2019 | Future Madame X                                             | Erstveröffentlichung: 14. Juni 2019 Madonna feat. Quavo                                                                    |
| 2019 | 100 Bands Perfect Ten                                       | Erstveröffentlichung: 28. Juni 2019 DJ Mustard feat. 21 Savage, Meek Mill, Quavo & YG                                      |
| 2019 | Bacc at It Again Baccend Beezy                              | Erstveröffentlichung: 19. Juli 2019 Yella Beezy feat. Gucci Mane & Quavo                                                   |
| 2019 | Chase the Money Practice Makes Paper                        | Erstveröffentlichung: 26. Juli 2019 E-40 feat. ASAP Ferg, Quavo, Roddy Ricch & Schoolboy Q                                 |
| 2019 | Livin’ East Atlantafornia                                   | Erstveröffentlichung: 13. August 2019 Lost God & OJ da Juiceman feat. Mo Buck$, Quavo & Skippa da Flippa                   |
| 2019 | Circle of Bosses So Much Fun                                | Erstveröffentlichung: 16. August 2019 Young Thug feat. Quavo                                                               |
| 2019 | Murder Rate The Blue M&M 4                                  | Erstveröffentlichung: 23. August 2019 PeeWee Longway feat. Quavo                                                           |
| 2019 | Came from Scratch Woptober II                               | Erstveröffentlichung: 18. Oktober 2019 Gucci Mane feat. Quavo                                                              |
| 2019 | All You Need King of R&B                                    | Erstveröffentlichung: 8. November 2019 Jacquees feat. Bluff City & Quavo                                                   |
| 2019 | Hoop Montana                                                | Erstveröffentlichung: 6. Dezember 2019 French Montana feat. Quavo                                                          |
| 2019 | Strip That Down LP1                                         | Erstveröffentlichung: 6. Dezember 2019 Liam Payne feat. Quavo                                                              |
| 2019 | Tony East Atlanta Santa 3                                   | Erstveröffentlichung: 20. Dezember 2019 Gucci Mane feat. Quavo                                                             |
| 2019 | Had Enough JackBoys                                         | Erstveröffentlichung: 27. Dezember 2019 Don Toliver feat. Offset & Quavo                                                   |
| 2020 | Reliable No Face No Case                                    | Erstveröffentlichung: 7. Februar 2020 2 Chainz & T.R.U. feat. Quavo & Skooly                                               |
| 2020 | Shake the Room Meet the Woo 2                               | Erstveröffentlichung: 7. Februar 2020 Pop Smoke feat. Quavo                                                                |
| 2020 | Intentions Changes                                          | Erstveröffentlichung: 14. Februar 2020 Justin Bieber feat. Quavo                                                           |
| 2020 | Open House Back 2 the Lab                                   | Erstveröffentlichung: 21. Februar 2020 Street Bud feat. Quavo                                                              |
| 2020 | That’s Tuff Boss Man                                        | Erstveröffentlichung: 13. März 2020 Rich the Kid feat. Quavo                                                               |
| 2020 | Pick Up Blame It on Baby                                    | Erstveröffentlichung: 17. April 2020 DaBaby feat. Quavo                                                                    |
| 2020 | Out in Space The Saga of Wiz Khalifa                        | Erstveröffentlichung: 20. April 2020 Wiz Khalifa feat. Quavo                                                               |
| 2020 | Big Drip (Remix) 800 BC                                     | Erstveröffentlichung: 24. April 2020 Fivio Foreign feat. Lil Baby & Quavo                                                  |
| 2020 | Popped Thug Luv                                             | Erstveröffentlichung: 24. April 2020 Trouble feat. Quavo                                                                   |
| 2020 | Chirp Good Intentions (Brown Boy 2 Deluxe Version)          | Erstveröffentlichung: 10. Mai 2020 Nav feat. Quavo                                                                         |
| 2020 | Let’s Build The Album                                       | Erstveröffentlichung: 19. Juni 2020 Teyana Taylor feat. Quavo                                                              |
| 2020 | Aim for the Moon Shoot for the Stars, Aim for the Moon      | Erstveröffentlichung: 3. Juli 2020 Pop Smoke feat. Quavo                                                                   |
| 2020 | Snitching Shoot for the Stars, Aim for the Moon             | Erstveröffentlichung: 3. Juli 2020 Pop Smoke feat. Future & Quavo                                                          |
| 2020 | West Coast Shit Shoot for the Stars, Aim for the Moon       | Erstveröffentlichung: 3. Juli 2020 Pop Smoke feat. Quavo & Tyga                                                            |
| 2020 | Cuffed Up Partypack                                         | Erstveröffentlichung: 16. Oktober 2020 PartyNextDoor feat. Quavo                                                           |
| 2020 | Freak Featuring Ty Dolla Sign                               | Erstveröffentlichung: 23. Oktober 2020 Ty Dolla Sign feat. Quavo                                                           |
| 2020 | Emotional Trapped on Cleveland 3                            | Erstveröffentlichung: 30. Oktober 2020 Lil Keed feat. Quavo                                                                |
| 2020 | No Honorable Mention Pegasus                                | Erstveröffentlichung: 30. Oktober 2020 Lil Mosey & Trippie Redd feat. Quavo                                                |
| 2020 | War Ready Now or Never                                      | Erstveröffentlichung: 18. Dezember 2020 24 Heavy feat. Quavo                                                               |
| 2020 | Yaee GrinchToven “Stole the Trap”                           | Erstveröffentlichung: 25. Dezember 2020 Zaytoven feat. Quavo                                                               |
| 2021 | Too Blessed Lucky 7                                         | Erstveröffentlichung: 28. Januar 2021 Rich the Kid feat. Quavo & Takeoff                                                   |
| 2021 | Lil League Clan Virus 2                                     | Erstveröffentlichung: 26. März 2021 BlueBucksClan feat. Hit-Boy & Quavo                                                    |
| 2021 | Wish You Would Justice (Triple Chucks Deluxe)               | Erstveröffentlichung: 26. März 2021 Justin Bieber feat. Quavo                                                              |
| 2021 | Believe Rap Crate                                           | Erstveröffentlichung: 30. April 2021 A-Trak feat. Quavo & Lil Yachy                                                        |
| 2021 | In My Feelings Built for Whatever                           | Erstveröffentlichung: 7. Mai 2021 Tee Grizzley feat. Quavo & Young Dolph                                                   |
| 2021 | Back Door Faith                                             | Erstveröffentlichung: 16. Juli 2021 Pop Smoke feat. Kodak Black & Quavo                                                    |
| 2021 | Pressin’ King of Killbranch                                 | Erstveröffentlichung: 2. September 2021 Big30 feat. Moneybagg Yo & Quavo                                                   |
| 2021 | Belly (Remix) In God We Trust                               | Erstveröffentlichung: 7. Oktober 2021 Shad da God feat. Quavo                                                              |
| 2021 | TrapMania So Icy Boyz                                       | Erstveröffentlichung: 15. Oktober 2021 Bic Fizzle feat. Cootie & Quavo                                                     |
| 2021 | Millon $ Rings Mucus                                        | Erstveröffentlichung: 11. Dezember 2021 Chris King feat. Quavo & Trippie Redd                                              |
| 2022 | Magic City B.I.B.L.E.                                       | Erstveröffentlichung: 8. April 2022 Fivio Foreign feat. Quavo                                                              |
| 2022 | Through the Fire B.I.B.L.E.                                 | Erstveröffentlichung: 8. April 2022 Fivio Foreign feat. Quavo                                                              |
| 2022 | First Impressions So Icy Gang: The ReUp                     | Erstveröffentlichung: 17. Juni 2022 Gucci Mane & The New 1017 feat. Quavo & Yung Miami                                     |
| 2022 | Drop Top Montega                                            | Erstveröffentlichung: 24. Juni 2022 French Montana & Harry Fraud feat. Quavo                                               |
| 2022 | Don’t Rate Me The Last Slimeto                              | Erstveröffentlichung: 5. August 2022 YoungBoy Never Broke Again feat. Quavo                                                |
| 2022 | Party God Did                                               | Erstveröffentlichung: 26. August 2022 DJ Khaled feat. Quavo & Takeoff                                                      |
| 2022 | Rainy Days Red Clay                                         | Erstveröffentlichung: 23. September 2022 Mango Foo feat. Quavo                                                             |
| 2022 | Keys to My Mind Make Me Say It Again, Girl                  | Erstveröffentlichung: 30. September 2022 The Isley Brothers feat. Quavo & Takeoff                                          |
| 2022 | Sno Cone So Icy Boyz 22                                     | Erstveröffentlichung: 17. Oktober 2022 Bic Fizzle feat. Gucci Mane & Quavo                                                 |
| 2023 | Peso a peso 3men2 kbrn                                      | Erstveröffentlichung: 17. März 2023 Eladio Carrión feat. Ñengo Flow, Rich the Kid & Quavo                                  |
| 2023 | Yessir Mean                                                 | Erstveröffentlichung: 28. April 2023 R-Mean & Scott Storch feat. Quavo                                                     |
| 2023 | Remind ’em Blockbusta                                       | Erstveröffentlichung: 24. November 2023 Busta Rhymes feat. Quavo                                                           |
| 2023 | Butterfly Coupe (Part 2) Not Hard 2 Understand              | Erstveröffentlichung: 8. Dezember 2023 Kalan.FrFr feat. Quavo                                                              |
| 2024 | Last Night Nu King                                          | Erstveröffentlichung: 16. Februar 2024 Jason Derulo feat. Quavo                                                            |
| 2024 | What We Doing!? / Qu’est-ce qu’on fait!? Bushi Tape 3       | Erstveröffentlichung: 29. März 2024 Bu$hi feat. Quavo                                                                      |
| 2024 | One in the Head Sick of Myself                              | Erstveröffentlichung: 8. Mai 2024 21 Lil Harold feat. Quavo                                                                |
| 2024 | Never Fly Here Almighty So 2                                | Erstveröffentlichung: 10. Mai 2024 Chief Keef feat. Quavo                                                                  |
| 2024 | Pa no pensar Éxodo                                          | Erstveröffentlichung: 20. Juni 2024 Peso Pluma feat. Quavo                                                                 |
| 2024 | Keep It Exclusive Life’s a Gamble                           | Erstveröffentlichung: 19. Juli 2024 Rich the Kid feat. Quavo                                                               |

| Jahr | Titel Album                                     | Anmerkungen                                                                     |
| ---- | ----------------------------------------------- | ------------------------------------------------------------------------------- |
| 2017 | Blow Like a Whistle Control the Streets, Vol. 1 | Erstveröffentlichung: 8. Dezember 2017 mit YRN Lingo                            |
| 2017 | Hellcat Control the Streets, Vol. 1             | Erstveröffentlichung: 8. Dezember 2017                                          |
| 2017 | Holiday Control the Streets, Vol. 1             | Erstveröffentlichung: 8. Dezember 2017 mit Lil Yachty                           |
| 2017 | Intro Control the Streets, Vol. 1               | Erstveröffentlichung: 8. Dezember 2017 mit Offset & Lil Yachty                  |
| 2017 | Ice Tray Control the Streets, Vol. 1            | Erstveröffentlichung: 8. Dezember 2017 mit Lil Yachty                           |
| 2017 | Menace Control the Streets, Vol. 1              | Erstveröffentlichung: 8. Dezember 2017 mit Offset & Lil Yachty                  |
| 2017 | My Dawg (Remix) Control the Streets, Vol. 1     | Erstveröffentlichung: 8. Dezember 2017 mit Lil Baby, Kodak Black & Moneybagg Yo |
| 2017 | She for Keeps Control the Streets, Vol. 1       | Erstveröffentlichung: 8. Dezember 2017 mit Nicki Minaj                          |
| 2017 | South Africa Control the Streets, Vol. 1        | Erstveröffentlichung: 8. Dezember 2017                                          |
| 2017 | Too Hotty Control the Streets, Vol. 1           | Erstveröffentlichung: 8. Dezember 2017 mit Offset & Takeoff                     |
| 2019 | Double Trouble Control the Streets, Vol. 2      | Erstveröffentlichung: 16. August 2019 mit Meek Mill                             |
| 2019 | Pastor Control the Streets, Vol. 2              | Erstveröffentlichung: 16. August 2019 mit City Girls & Megan Thee Stallion      |
| 2019 | Virgil Control the Streets, Vol. 2              | Erstveröffentlichung: 16. August 2019                                           |

| Jahr | Titel Soundtrack                    | Anmerkungen                                                                                             |
| ---- | ----------------------------------- | --- |
| 2017 | Go Off Fast & Furious 8             | Erstveröffentlichung: 14. April 2017 mit Lil Uzi Vert & Travis Scott                                    |
| 2018 | F.I.G.H.T Creed II – Rocky’s Legacy | Erstveröffentlichung: 16. November 2018 mit Eearz, Gucci Mane, Juicy J, Mike Will Made It, Trouble & YG |
| 2019 | Too Much Shaft Shaft                | Erstveröffentlichung: 7. Juni 2019 mit Saweetie                                                         |

## Statistik

### Chartauswertung
Die folgenden Aufstellungen bieten eine Übersicht der Charterfolge von Quavo in den Album- und Singlecharts. Es ist zu beachten, dass bei den Singles nur Interpretationen und keine Autorenbeteiligungen berücksichtigt wurden.
|                     | DE    | AT    | CH    | UK    | US    |
| ------------------- | ----- | ----- | ----- | ----- | ----- |
| Nummer-eins-Alben   | DE—DE | AT—AT | CH—CH | UK—UK | US—US |
| Top-10-Alben        | DE—DE | AT—AT | CH2CH | UK—UK | US3US |
| Alben in den Charts | DE3DE | AT2AT | CH4CH | UK2UK | US4US |

|                       | DE    | AT     | CH     | UK     | US     |
| --------------------- | ----- | ------ | ------ | ------ | ------ |
| Nummer-eins-Singles   | DE—DE | AT—AT  | CH—CH  | UK1UK  | US1US  |
| Top-10-Singles        | DE2DE | AT2AT  | CH1CH  | UK4UK  | US6US  |
| Singles in den Charts | DE9DE | AT11AT | CH10CH | UK13UK | US42US |

### Auszeichnungen für Musikverkäufe
Das Lied Minnesota (+ 1.000.000 Verkäufe) sowie die Autorenbeteiligung Racks 2 Skinny (Interpretation: Migos; + 500.000) und Too Playa (Interpretation: Migos; + 500.000) erschien weder als Single, noch konnte es aufgrund von Downloads oder Streaming die Charts erreichen, dennoch erhielt es Schallplattenauszeichnungen.
| Land/RegionAuszeichnungen für Musikverkäufe (Land/Region, Auszeichnungen, Verkäufe, Quellen) | Silber     | Gold         | Platin         | Diamant       | Verkäufe    | Quellen              |
| -------------------------------------------------------------------------------------------- | ---------- | ------------ | -------------- | ------------- | ----------- | -------------------- |
| Australien (ARIA)                                                                            | —          | 3× Gold3     | 48× Platin48   | —             | 3.465.000   | aria.com.au          |
| Belgien (BRMA)                                                                               | —          | 2× Gold2     | 2× Platin2     | —             | 90.000      | ultratop.be          |
| Brasilien (PMB)                                                                              | —          | 11× Gold11   | 15× Platin15   | 7× Diamant7   | 2.210.000   | pro-musicabr.org.br  |
| Dänemark (IFPI)                                                                              | —          | 10× Gold10   | 10× Platin10   | —             | 1.300.000   | ifpi.dk              |
| Deutschland (BVMI)                                                                           | —          | 5× Gold5     | 2× Platin2     | —             | 1.800.000   | musikindustrie.de    |
| Finnland (IFPI)                                                                              | —          | Gold1        | —              | —             | 20.000      | Einzelnachweise      |
| Frankreich (SNEP)                                                                            | —          | 7× Gold7     | 5× Platin5     | 2× Diamant2   | 2.133.330   | snepmusique.com FR2  |
| Griechenland (IFPI)                                                                          | —          | 2× Gold2     | —              | —             | 20.000      | Einzelnachweise      |
| Irland (IRMA)                                                                                | —          | —            | 2× Platin2     | —             | 30.000      | Einzelnachweise      |
| Italien (FIMI)                                                                               | —          | 9× Gold9     | 12× Platin12   | —             | 885.000     | fimi.it              |
| Japan (RIAJ)                                                                                 | —          | 2× Gold2     | —              | —             | —           | riaj.or.jp           |
| Kanada (MC)                                                                                  | —          | 9× Gold9     | 40× Platin40   | Diamant1      | 4.360.000   | musiccanada.com      |
| Malaysia (RIM)                                                                               | —          | —            | Platin1        | —             | 200.000     | Einzelnachweise      |
| Mexiko (AMPROFON)                                                                            | —          | 5× Gold5     | 6× Platin6     | —             | 510.000     | amprofon.com.mx      |
| Neuseeland (RMNZ)                                                                            | —          | 2× Gold2     | 39× Platin39   | —             | 1.185.000   | radioscope.co.nz     |
| Norwegen (IFPI)                                                                              | —          | Gold1        | 5× Platin5     | —             | 330.000     | ifpi.no              |
| Österreich (IFPI)                                                                            | —          | 2× Gold2     | Platin1        | —             | 60.000      | ifpi.at              |
| Polen (ZPAV)                                                                                 | —          | 9× Gold9     | 5× Platin5     | —             | 240.000     | olis.pl              |
| Portugal (AFP)                                                                               | —          | 6× Gold6     | 9× Platin9     | —             | 120.000     | Einzelnachweise      |
| Schweden (IFPI)                                                                              | —          | Gold1        | 10× Platin10   | —             | 540.000     | sverigetopplistan.se |
| Schweiz (IFPI)                                                                               | —          | Gold1        | 3× Platin3     | —             | 70.000      | hitparade.ch         |
| Spanien (Promusicae)                                                                         | —          | 2× Gold2     | 4× Platin4     | —             | 270.000     | elportaldemusica.es  |
| Vereinigte Staaten (RIAA)                                                                    | —          | 23× Gold23   | 96× Platin96   | Diamant1      | 117.500.000 | riaa.com             |
| Vereinigtes Königreich (BPI)                                                                 | 9× Silber9 | 5× Gold5     | 14× Platin14   | —             | 12.260.000  | bpi.co.uk            |
| Insgesamt                                                                                    | 9× Silber9 | 118× Gold118 | 329× Platin329 | 11× Diamant11 |             |                      |